# 예천 용문사 팔상탱
예천용문사팔상탱(醴泉龍門寺八相幀)은 대한민국 경상북도 김천시, 직지사 성보박물관에 있는 조선시대의 탱화이다. 2001년 10월 25일 대한민국의 보물 제1330호로 지정되었다.
석가모니불의 일생, 즉 잉태로부터 열반에 이르기까지의 일대기를 여덟 장면으로 압축 묘사하였는데, 한 폭에 두 장면씩, 네 폭을 이루는 형식상의 특징을 보여준다. 전반적인 그림의 양식적 특징을 보면 황토(색) 바탕에 붉은색(朱)과 녹청(綠靑)색이 주를 이루고 있으며, 주된 장면만을 강조하여 나타냄으로써 간단한 구성을 보인다.
제1폭은 도솔래의상(兜率來義相)과 비람강생상(毘藍降生相), 제2폭은 사문유관상(四門遊觀相)과 유성출가상(踰城出家相), 제3폭은 설산수도상(雪山修道相)과 수하항마상(樹下降魔相), 제4폭은 녹원전법상(鹿苑轉法相)과 쌍림열반상(雙林涅槃相)이다. 조선 전기의 도상과 화풍의 흐름을 이은 작품으로, 이후 제작된 팔상도 작품과는 차별화된 특징을 지닌 작품이다.

## 같이 보기
- 용문사